# Jason Johnson (Footballspieler, 1979)
Jason Johnson (geb. 7. Dezember 1979 in Tacoma, Washington, USA) ist ein US-amerikanischer ehemaliger American-Football- bzw. Canadian-Football-Spieler. Der als Quarterback eingesetzte Johnson gewann mit den Edmonton Eskimos 2005 den Grey Cup, die Meisterschaft der kanadischen CFL, sowie mit den Raiders Tirol 2009 den EuroBowl.

## Leben
Johnson spielte an der Governor John R. Rogers High School in Puyallup. Von 1999 bis 2002 spielte er im College für die Arizona Wildcats. Dabei gewann er 2001 den Woody Hayes Award als bester Athlet der NCAA Division I und brach mehrere teaminterne Rekorde, unter anderem die meisten Yards (3327) mit Pässen 2002.
Ab 2004 spielte Johnson für die Edmonton Eskimos in der CFL. Insgesamt warf Johnson für 160 Yard bei 14 Pässen in 22 Versuchen. Zudem lief er in fünf Versuchen für 41 Yard. 2005 gewannen die Eskimos den Grey Cup, Johnson wurde in diesem Jahr jedoch nicht eingesetzt.
Johnson spielte und trainierte 2008 die Catania Elephants in der italienischen IFL. 2009 verpflichteten die Swarco Raiders Tirol (AFL) Johnson. Mit diesen gewann er den EuroBowl XXIII.
In den Spielzeiten 2010 und 2011 trainierte er die Quarterback an der Pacific Lutheran University in Parkland, Washington.
Johnson ist Medienproduzent, Inhaber eines Sporttechnologieunternehmens sowie Betreiber eines Luxushotels. Seit 2022 ist er Teilhaber der Paris Musketeers, die seit 2023 in der European League of Football spielen.